# 小穗凤仙花
小穗凤仙花（学名：Impatiens microstachys），为凤仙花科凤仙花属下的一个种。

## 扩展阅读
維基物種上的相關：小穗凤仙花